# Dave & Sugar
Dave & Sugar war ein in den 1970er Jahren erfolgreiches Trio der US-amerikanischen Country-Musik. Es bestand aus Leadsänger Dave Rowland (* 26. Januar 1944 in Sanger, Kalifornien, † 1. November 2018 in Nashville, Tennessee) und wechselnden Sängerinnen. Die Gruppe war bekannt für eine überaus poppige Variante der Country-Musik und wurde manchmal auch als ABBA der Country-Musik bezeichnet. Das Trio hatte zwischen 1975 und 1981 17 Titel in den Country-Charts von Billboard, darunter drei Nummer-eins-Titel: The Door Is Always Open (1976), Tear Time (1978) und Golden Tears (1979).    

## Karriere
Einst hatte Rowland beim Stamps Quartet mitgesungen, war mit Elvis Presley auf Tournee gegangen und wurde als Back-up-Sänger bei Charley Pride engagiert. Bei Pride traf Rowland auch die beiden Sängerinnen Vicky Hackman und Jackie Frantz. Noch während sie für Pride arbeiteten, arbeiteten die drei ihre Sound aus: neben Country viel Pop, süßliche Melodien, hin und wieder ein leichter Disco-Rhythmus. 1975 unterschrieben sie bei RCA einen Plattenvertrag. Die ersten beiden Alben wurden von Pride und Jerry Bradley produziert. Die Gruppe wurde auf ihrem Karrierehöhepunkt zwischen 1976 und 1979 gleich vier Mal in Folge als beste Vokalgruppe bei den CMA Awards nominiert. Drei Nominierungen in der gleichen Kategorie bei den ACM Awards und einer für die Single des Jahres (The Door Is Always Open) kamen hinzu. 
Nach ihren ersten Hits trennten sich Dave & Sugar von Pride und gingen allein auf Tournee. 1977 kam Sue Powell für Jackie Frantz in die Gruppe. 1979 wurde Vicky Hackman durch Melissa Dean ersetzt. 1980 schließlich ging Sue Powell, dafür kam Jamie Kaye. Die Autoren Mary A. Bufwack und Robert K. Oermann beschrieben Dave & Sugar in ihrem Buch Finding Her Voice: The Saga of Women in Country Music folgendermaßen: „Die Damen waren reizend und ihr volltönender Gesang war aufregend... aber die Sugar-Frauen mit den herrlichen Stimmen weinten ‚Goldene Tränen‘ der Anonymität. Sie wurden nie als individuelle Sängerinnen erwähnt. Und als der Hit-Katalog wuchs, wuchs auch Daves Ego. Obwohl die Frauen oft die Leadstimme sangen, führte er die Interviews; er erntete die Lorbeeren; ihm gehörte der Act. So glitten die Sugars auf der Bühne und im Fernsehen durch ihre Routinen, lächelten, sangen sich die Herzen aus, sahen großartig aus und hatten keine Namen.“
Mit dem Wechsel in die 1980er Jahre ließ der Erfolg des Trios schnell nach. Rowland startete seine Solokarriere 1982, die allerdings wenig erfolgreich verlief.    
Als die Plattenfirma Dot Mitte der 1980er Jahre gleich eine ganze Reihe neuer Alben in die Jahre gekommener Country-Acts veröffentlichte, war auch Dave mit zwei neuen Sugar-Sängerinnen dabei. Das kurze Intermezzo blieb ohne Hits.  
Sue Powell versuchte sich ab 1981 als Solistin, kam aber über zwei kleinere Country-Hits nicht hinaus. Mehr Erfolg hatte sie für ein paar Jahre als Co-Moderatorin der Fernsehsendung Nashville on the Road.  
Melissa Dean versuchte sich ebenfalls solo, änderte ihren Namen und Stil mehrfach und veröffentlichte als Etta Britt das R&B-Album Out of the Shadows (2012). 2014 folgte Etta Does Delbert mit Liedern von Delbert McClinton. Sie ist darüber hinaus als Backgroundsängerin aktiv und gehörte 2019 zur Tourband von Bob Dylan.
Dave Rowland starb im November 2018 im Alter von 74 Jahren an den Folgen eines Schlaganfalls.

## Diskografie

### Dave & Sugar

#### Alben
| Jahr | Titel                         | Höchstplatzierung, Gesamtwochen, AuszeichnungChartplatzierungen (Jahr, Titel, Platzierungen, Wochen, Auszeichnungen, Anmerkungen) | Höchstplatzierung, Gesamtwochen, AuszeichnungChartplatzierungen (Jahr, Titel, Platzierungen, Wochen, Auszeichnungen, Anmerkungen) | Anmerkungen |
| Jahr | Titel                         | US | Country | Anmerkungen |
| ---- | ----------------------------- | --- | --- | ----------- |
| 1976 | Dave & Sugar                  | — | Country3 (30 Wo.)Country | RCA         |
| 1977 | That’s the Way Love Should Be | US157 (4 Wo.)US | Country10 (37 Wo.)Country | RCA         |
| 1978 | Tear Time                     | — | Country8 (36 Wo.)Country | RCA         |
| 1979 | Stay with Me/Golden Tears     | — | Country20 (19 Wo.)Country | RCA         |
| 1980 | New York Wine Tennessee Shine | — | Country47 (8 Wo.)Country | RCA         |
| 1981 | Greatest Hits                 | US179 (4 Wo.)US | Country35 (25 Wo.)Country | RCA         |
| 1981 | Pleasure                      | — | Country31 (23 Wo.)Country | Elektra     |

Weitere Alben
- 1986: Dave & Sugar (Dot)

#### Singles
| Jahr | Titel Album                                                     | Höchstplatzierung, Gesamtwochen, AuszeichnungChartsChartplatzierungen (Jahr, Titel, Album, Platzierungen, Wochen, Auszeichnungen, Anmerkungen) | Anmerkungen |
| Jahr | Titel Album                                                     | Country | Anmerkungen |
| ---- | --------------------------------------------------------------- | --- | ----------- |
| 1975 | Queen of the Silver Dollar Dave & Sugar                         | Country25 (17 Wo.)Country |             |
| 1976 | The Door Is Always Open Dave & Sugar                            | Country1 (19 Wo.)Country |             |
| 1976 | I’m Gonna Love You Dave & Sugar                                 | Country3 (17 Wo.)Country |             |
| 1977 | Don’t Throw It All Away That’s the Way Love Should Be           | Country5 (13 Wo.)Country |             |
| 1977 | That’s the Way Love Should Be                                   | Country7 (14 Wo.)Country |             |
| 1977 | I’m Knee Deep in Loving You That’s the Way Love Should Be       | Country2 (16 Wo.)Country |             |
| 1978 | Gotta’ Quit Lookin’ at You Baby Tear Time                       | Country4 (14 Wo.)Country |             |
| 1978 | Tear Time                                                       | Country1 (16 Wo.)Country |             |
| 1979 | Golden Tears Stay with Me / Golden Tears                        | Country1 (14 Wo.)Country |             |
| 1979 | Stay with Me Stay with Me / Golden Tears                        | Country6 (13 Wo.)Country |             |
| 1979 | My World Begins and Ends with You Stay with Me / Golden Tears   | Country4 (14 Wo.)Country |             |
| 1980 | New York Wine and Tennessee Shine New York Wine Tennessee Shine | Country18 (12 Wo.)Country |             |
| 1980 | A Love Song New York Wine Tennessee Shine                       | Country40 (8 Wo.)Country |             |
| 1981 | It’s a Heartache Greatest Hits                                  | Country32 (9 Wo.)Country |             |
| 1981 | Fool By Your Side Pleasure                                      | Country6 (15 Wo.)Country |             |
| 1981 | The Pleasure's All Mine Pleasure                                | Country32 (8 Wo.)Country |             |

### Dave Rowland

#### Alben
| Jahr | Titel      | Höchstplatzierung, Gesamtwochen, AuszeichnungChartsChartplatzierungen (Jahr, Titel, Platzierungen, Wochen, Auszeichnungen, Anmerkungen) | Anmerkungen |
| Jahr | Titel      | Country | Anmerkungen |
| ---- | ---------- | --- | ----------- |
| 1982 | Sugar Free | Country56 (14 Wo.)Country | Elektra     |

#### Singles
| Jahr | Titel Album                      | Höchstplatzierung, Gesamtwochen, AuszeichnungChartsChartplatzierungen (Jahr, Titel, Album, Platzierungen, Wochen, Auszeichnungen, Anmerkungen) | Anmerkungen |
| Jahr | Titel Album                      | Country | Anmerkungen |
| ---- | -------------------------------- | --- | ----------- |
| 1982 | Natalie Sugar Free               | Country77 (5 Wo.)Country |             |
| 1982 | Lovin’ Our Lives Away Sugar Free | Country84 (3 Wo.)Country |             |

### Sue Powell
Singles

| Jahr | Titel Album                 | Höchstplatzierung, Gesamtwochen, AuszeichnungChartsChartplatzierungen (Jahr, Titel, Album, Platzierungen, Wochen, Auszeichnungen, Anmerkungen) | Anmerkungen |
| Jahr | Titel Album                 | Country | Anmerkungen |
| ---- | --------------------------- | --- | ----------- |
| 1981 | Midnite Flyer               | Country57 (7 Wo.)Country |             |
| 1981 | (There's No Me) Without You | Country49 (6 Wo.)Country |             |